# Краценбург
Краценбург (њем. Kratzenburg) општина је у њемачкој савезној држави Рајна-Палатинат. Једно је од 134 општинска средишта округа Рајн-Хунсрик. Према процјени из 2010. у општини је живјело 383 становника. Посједује регионалну шифру (AGS) 7140075.

## Географски и демографски подаци
Краценбург се налази у савезној држави Рајна-Палатинат у округу Рајн-Хунсрик. Општина се налази на надморској висини од 395 метара. Површина општине износи 7,2 km². У самом мјесту је, према процјени из 2010. године, живјело 383 становника. Просјечна густина становништва износи 54 становника/km².